# Alur, Tiptur
Alur là một làng thuộc tehsil Tiptur, huyện Tumkur, bang Karnataka, Ấn Độ.